# Tukums
Tukums (németül: Tuckum) város Lettországban.

## Fekvése
Tukums Lettország három tájegységének, Vidzeme, Zemgale és Kurzeme találkozásánál helyezkedik el. Ősi, Poroszországba vezető kereskedelmi útvonal keresztezte itt a Zvirgzdupite folyót. A település Kurzeme tájegységben, Rigától 66 km nyugatra található.

## Lakossága
| Lakosok száma | 7555 | 7800 | 18 895 | 19 180 | 19 786 | 20 058 | 17 787 | 17 075 | 16 896 | 16 318 |
|               | 1897 | 1939 | 1979   | 2001   | 2005   | 2008   | 2013   | 2017   | 2020   | 2024   |

## Története

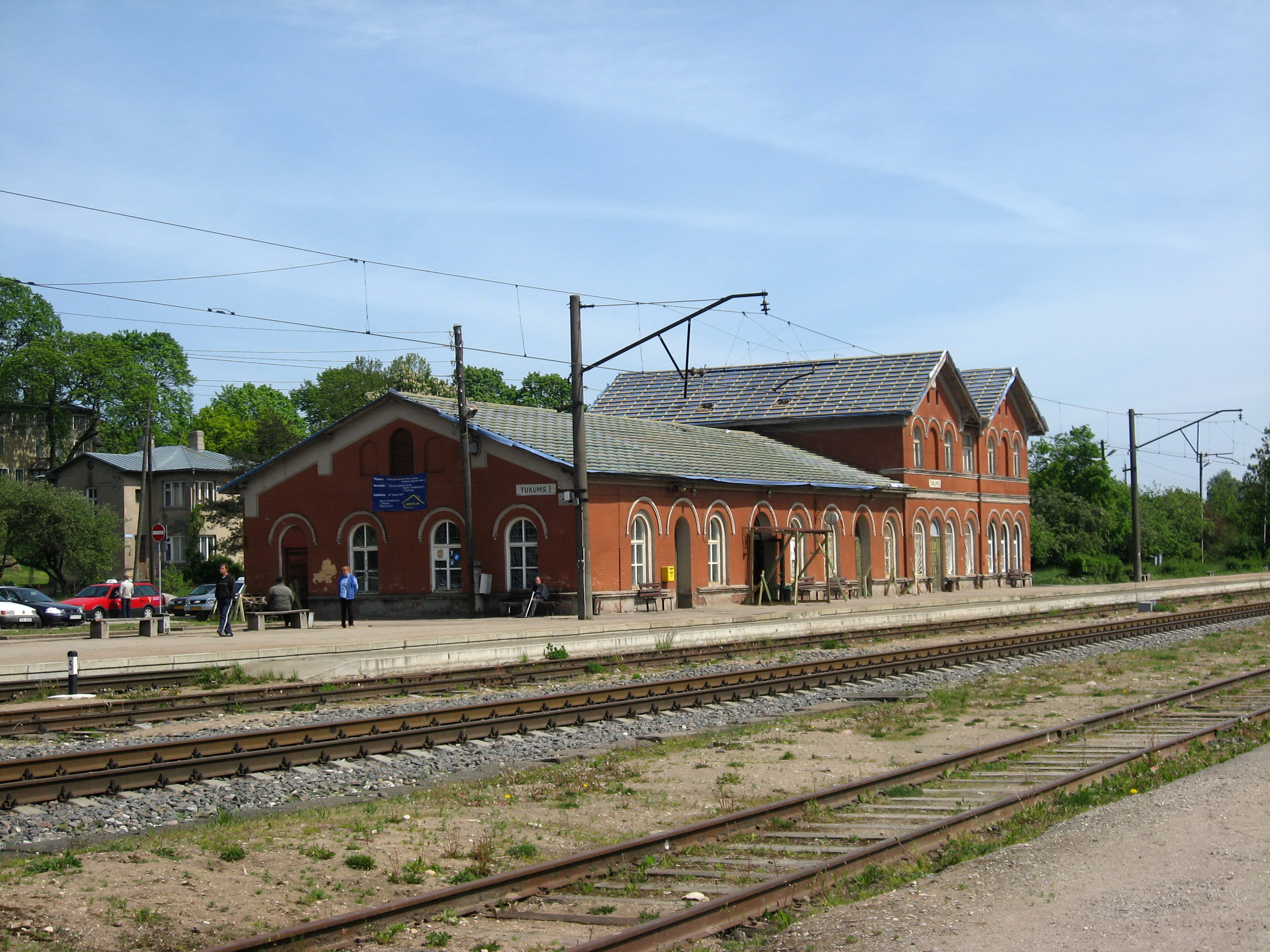
A tukumsi vasútállomás

Tukumsot először 1445-ben említik írott források. A Kurföldi hercegség idején tett szert nagyobb jelentőségre, mint a tengerpartot a hercegség fővárosával, Jelgavával összekötő útvonal mentén elhelyezkedő település. 1795-ben Nagy Katalin városi jogokat adományozott Tukumsnak.

## Gazdasági élet, közlekedés
Az ipar Tukumsban a Riga–Tukums-vasútvonal 1877-es megnyitása után élte virágkorát. A Lett Szovjet Szocialista Köztársaság idején Tukums közelében, a várostól délkeletre elhelyezkedő egykori katonai repülőtéren a Szovjet Haditengerészet légierejének Szu–24-es harcászati vadászbombázó repülőgépei állomásoztak. A szovjet csapatok távozását követően 2005-ben a repülőtér polgári célú lett, de állandó forgalma nincs. Jelenleg ott állomásozik a Baltic Bees bemutatórepülő-csoport.

### Közlekedés

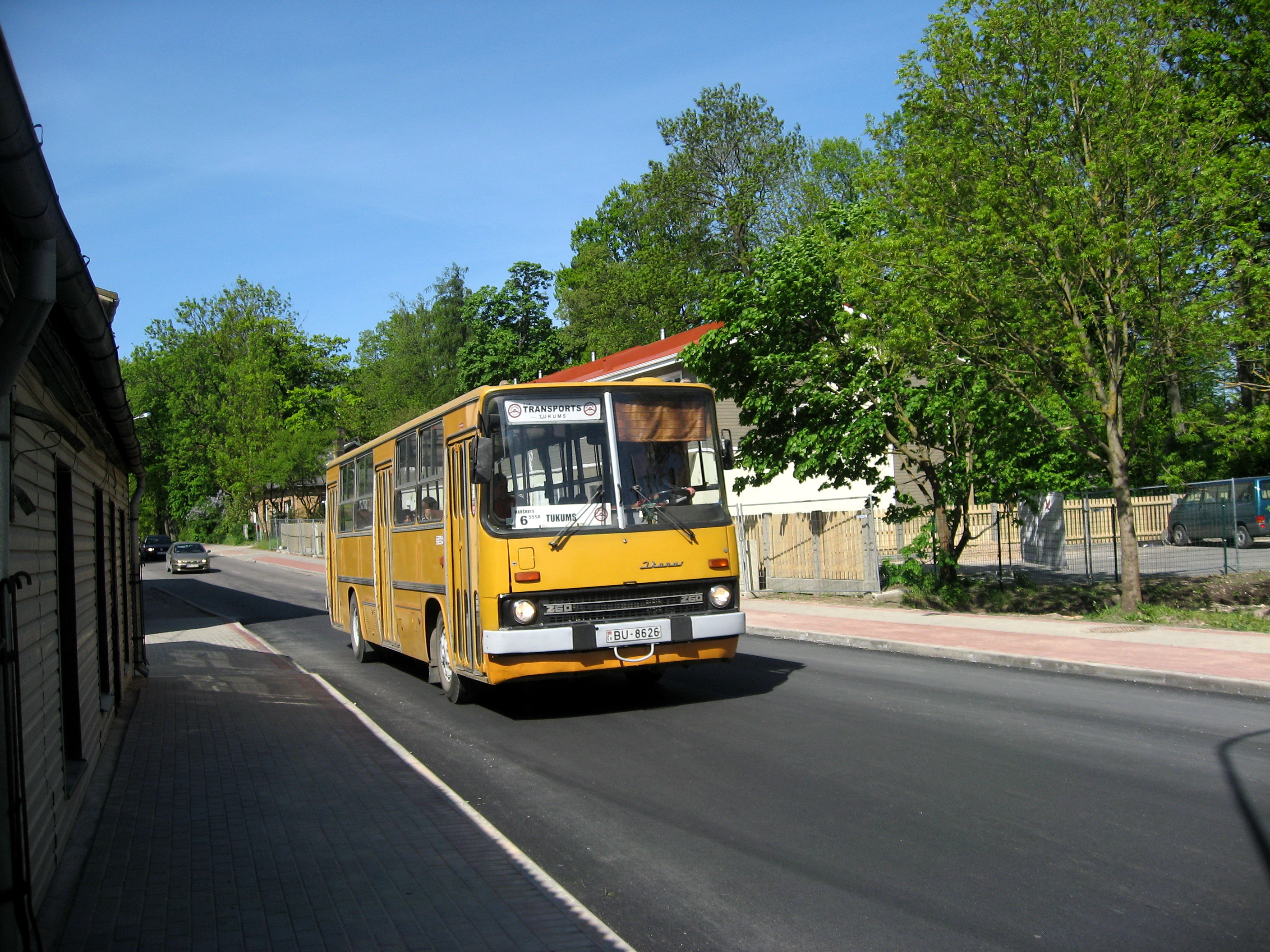
Ikarus autóbusz Tukumsban

A város autóbusz közlekedését magyar gyártmányú Ikarus autóbuszok biztosítják.

## Látnivalók
Tukums várossá válásának 200. évfordulója, 1995 óta rendezi meg július elején a Tukumsi fesztivált.

## Híres tukumsiak
- Itt született Dainis Kūla (1959), olimpiai bajnok lett gerelyhajító.
- Itt született Samanta Tīna (1989), lett énekes és dalszerző.

## Tukums testvérvárosai
- Scheeßel, Németország
- Tidaholm, Svédország
- Plungė, Litvánia

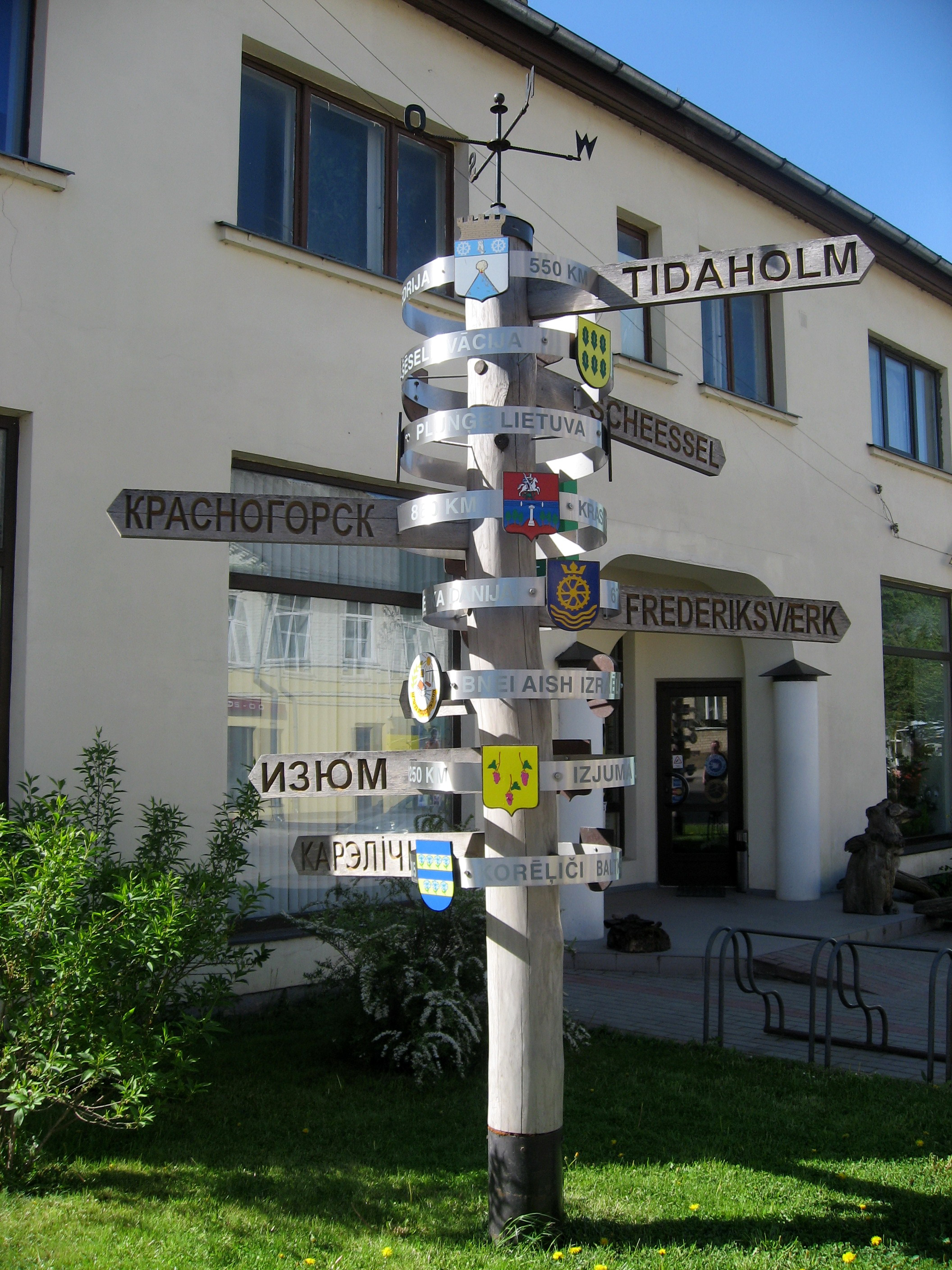

- Krasznogorszk, Oroszország
- Frederiksvaerk, Dánia
- Bney-Aish, Izrael
- Izjum, Ukrajna
- Karelicsi, Fehéroroszország
- Chennevieres, Franciaország
- Andrychow, Lengyelország

## Külső hivatkozások
- A Tukumsi járás honlapja (lettül, angolul, oroszul) Archiválva 2014. január 6-i dátummal a Wayback Machine-ben
- A Tukumsi repülőtér honlapja
- A Baltic Bees bemutatórepülő-csoport honlapja
- Tukums múzeumai